# Werl-Aspe

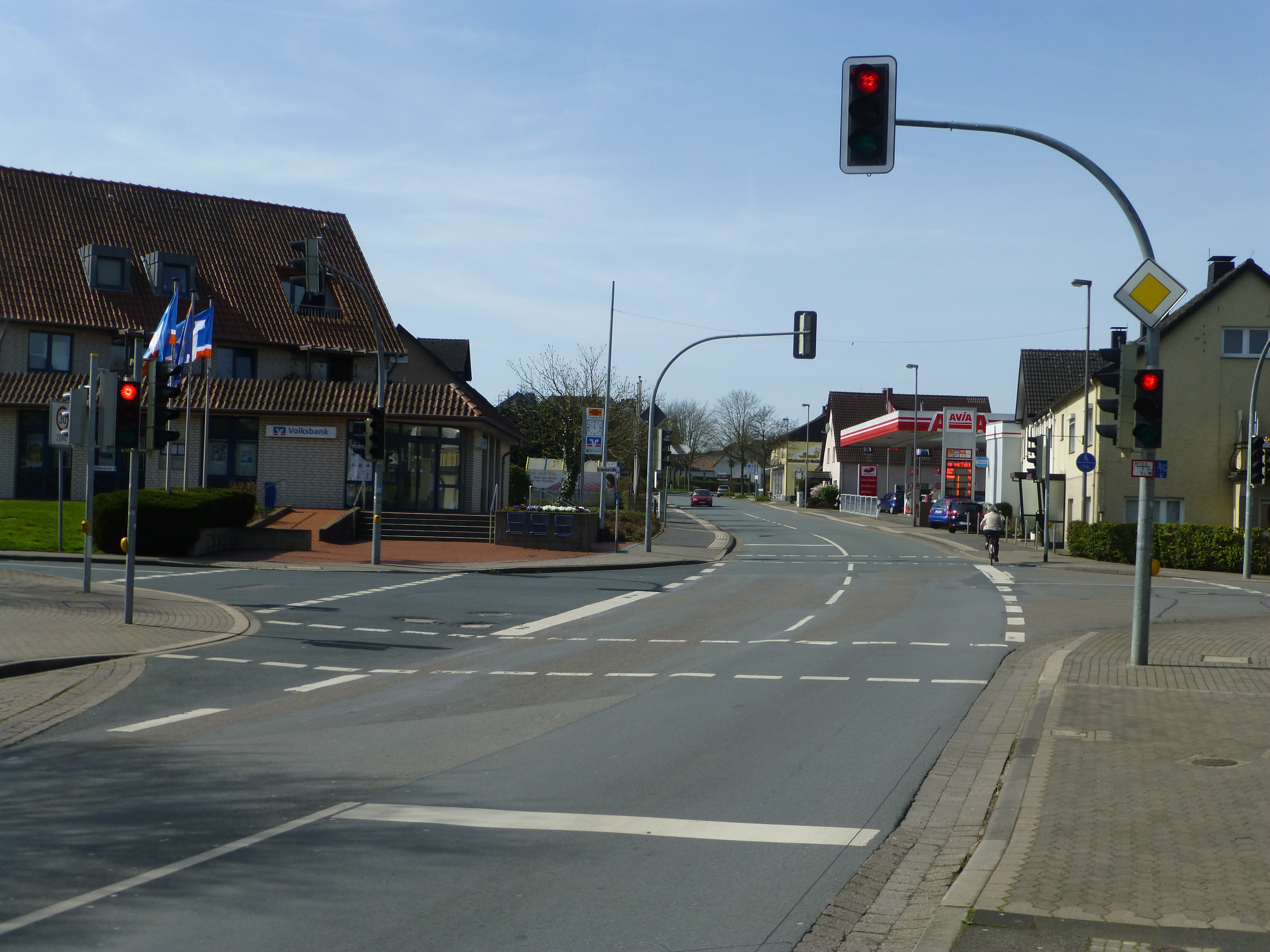
Knetterheide

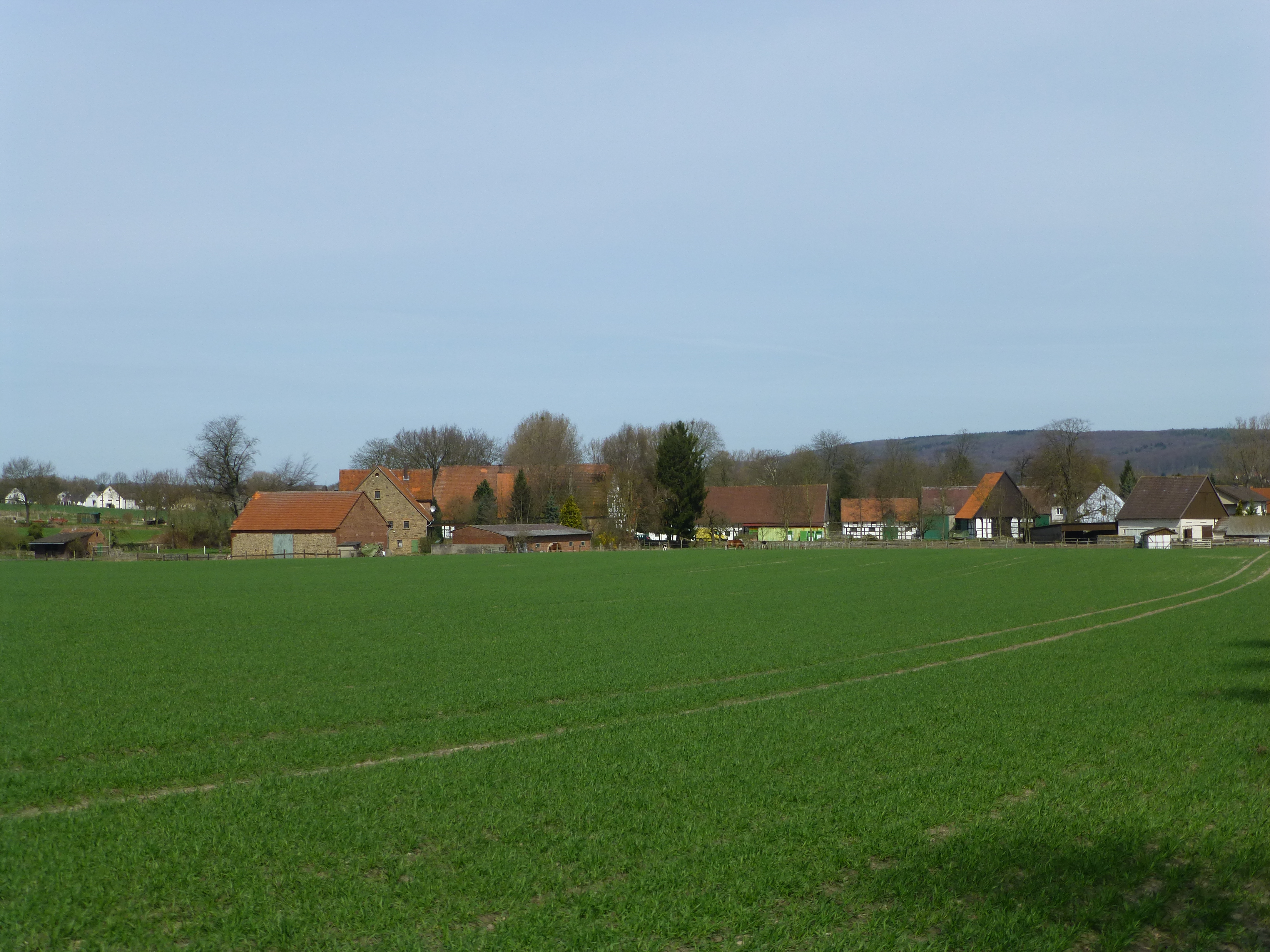
Werl

Werl-Aspe ist ein Stadtteil von Bad Salzuflen im nordrhein-westfälischen Kreis Lippe. Mit 7603 Einwohnern ist es der drittgrößte Stadtteil Bad Salzuflens. Es besteht aus Werl und dem südlich davon liegenden Aspe. Teile Aspes werden lokal als „Knetterheide“ bezeichnet, das informell oft als Ortsteil bezeichnet wird.

## Geschichte
Die ältesten archäologischen Funde auf dem Gebiet des heutigen Werl-Aspe sind Werkzeuge und Waffen aus der Jungsteinzeit (5500 – 2000 v. Chr.). Hinweise auf eine Besiedelung ergeben sich daraus nicht.
Werl wurde erstmals 1191 als Werlan schriftlich erwähnt, die heutige Namensform setzte sich im 19. Jahrhundert durch. Die Germanistin Birgit Meineke hält eine Herkunft aus dem Altsächsischen (wer, hochdeutsch „Wehr“) oder aus dem Ur- oder Mittelgermanischen (wer oder war, hochdeutsch „erhöhte Stelle“) für wahrscheinlich. Die erste Erwähnung einer Wohnstätte („Stuckemans hus to Werle“) stammt aus dem Jahr 1429. Die Höfe waren lange Zeit Besitz der Abtei Herford, die sie ihrerseits als Lehen an westfälische Adelsgeschlechter wie die Exterde, die Gogreve oder die Wendt. Das älteste noch bestehende Gebäude Werl-Aspes steht in Form eines 1576 erbauten Leibzuchthauses in Werl.
Der Ortsname Aspe rührt vermutlich vom Altsächsischen asp (hochdeutsch „Espe“) her. Die erste gesicherte schriftliche Erwähnung erfolgte in einem zwischen 1324 und 1360 entstandenen Lehensregister der Abtei Herford. Die erste schriftliche Erwähnung von Wohnstätten datiert aus einem Landschatzregister-Eintrag von 1467. Aus dem Jahr 1514 stammt eine Urkunde, die Leibeigenschaft der Asper Bauern zum westfälischen Adelsgeschlecht Ledebur belegt. Die schriftliche Erwähnung eines Villa Haspa in einer Paderborner Urkunde aus dem Jahr 1015 bezieht sich vermutlich auf den 35 Kilometer südöstlich gelegenen Blomberger Ortsteil Maspe.
Für den informellen Ortsteil Knetterheide sind erste Siedler durch das Landschatzregister für das Jahr 1590 belegt. Administrativ waren sie zunächst dem nahegelegenen Biemsen zugeschlagen. Der Name „Knetterheide“ selbst ist jüngeren Datums; eine erste schriftliche Erwähnung findet sich in einem Schötmeraner Taufregister von 1674 als „Kneterhede“. Die Herkunft des Ortsnamens ist nicht geklärt. Der Namensbestandteil „-heide“ ist in Lippe häufig und weist auf besiedeltes ehemaliges Ödland hin. Der Hobbyhistoriker Otto Preuß führte den Namen im späten 19. Jahrhundert auf den „knitternden Boden“ der Heide zurück. Birgit Meineke sieht im Namensbestandteil „Knetter“ einen alten Flurnamen und hält eine Namensgleichheit mit der Gnitaheide aus dem altnordischen Heldenlied Fáfnismál für möglich. Die These bezüglich der Namensgleichheit wird durch einen Bericht des isländischen Abts Nikulás Bergþórsson aus dem 12. Jahrhundert befeuert, der angab, während einer Pilgerreise nach Rom auf die „Gnitaheidr“ aus der Fafnirsage gestoßen zu sein. Nikulás verortet den Ort allerdings zwischen dem sauerländischen Marsberg und Caldern bei Marburg. Roland Linde und Franz Meyer verweisen auf den für 1590 belegten Hof „Knitter Berndt“ auf dem Gebiet des heutigen Knetterheide.
Werl und Aspe waren immer landwirtschaftlich geprägt. Der feinsandige Lehmboden ist ertragreich. Im Gegensatz zum Rest Lippes, der durch Höfe kleiner und mittlerer Größe dominiert wurde, war der Landbesitz in Werl und Aspe traditionell in der Hand von Großbauern, wenn diese auch zumindest bis ins 17. Jahrhundert zum Teil eigenhörig waren. Gemäß einer Vermessung von 1752 gehörten beispielsweise 88 % des Ackerlandes der Region nur sieben Familien. In den Jahren 1772/73 wurde in der Masch, zwischen Ahmsen, Biemsen, Salzuflen und Werl, unter Anordnung der Detmolder Regierungskanzlei die Werre umverlegt und begradigt.

### Religionen
Die Weiler Werl und Aspe waren seit ihrer jeweiligen Entstehung der Kilianskirche in Schötmar als Pfarrkirche zugeordnet.
Die Bevölkerung von Werl-Aspe ist mehrheitlich evangelisch und gehört damit der Lippischen Landeskirche an. In Werl-Aspe befindet sich die evangelisch-lutherische Versöhnungskirche als Zentrum des II. Pfarrbezirks Knetterheide der Evangelisch-lutherischen Kirchengemeinde Schötmar. Die evangelisch-reformierte Kirchengemeinde hat ihre Kirche mit Gemeindezentrum in der Nordstraße. Andere Teile von Werl-Aspe gehören zu den evangelisch-reformierten bzw. evangelisch-lutherischen Kirchengemeinden Schötmar bzw. Bad Salzuflen.
Die Katholiken in Werl-Aspe gehören zur Kirchengemeinde Sankt Kilian Schötmar.

### Eingemeindungen
Zum 1. Januar 1969 wird die Gemeinde Werl-Aspe aufgrund von § 3 des Gesetzes zur Neugliederung des Landkreises Lemgo (Lemgo-Gesetz) mit den bisherigen Städten Bad Salzuflen und Schötmar und den Gemeinden Biemsen-Ahmsen, Ehrsen-Breden, Grastrup-Hölsen, Holzhausen, Lockhausen, Papenhausen, Retzen, Wülfer-Bexten und Wüsten zur neuen Stadt Bad Salzuflen zusammengeschlossen, die damit Rechtsfolgerin der vorgenannten Städte und Gemeinden ist.

## Politik
Nach § 3 der Hauptsatzung der Stadt Bad Salzuflen besteht der Ortsausschuss von Werl-Aspe aus 11 Mitgliedern. Nach § 4 der Hauptsatzung soll der Ortsausschuss vom Rat bzw. seinen Fachausschüssen zu allen wichtigen, den Ortsteil betreffenden Angelegenheiten gehört werden. Dabei hat er insbesondere das Recht, zu folgenden, seinen Ortsteil betreffenden, Angelegenheiten beratend Stellung zu nehmen und Anregungen zu geben:
- Anlage und Unterhaltung von Sport-, Park- und Gartenanlagen, Friedhöfen und Kinderspielplätzen, Einrichtungen der Jugendhilfe und Altenbetreuung.
- Ausbau, Erweiterung und Unterhaltung von Gemeindestraßen einschl. der Wirtschaftswege und Straßenbeleuchtung sowie der Be- und Entwässerungsanlagen.
- Aufstellung und Änderung des Flächennutzungsplanes und von Bebauungsplänen.
- Maßnahmen der Verkehrsführung und Verkehrsbeschilderung.

## Kultur und Sehenswürdigkeiten

### Bildung
Im Städtischen Schulzentrum Aspe befindet sich eine Realschule und eine Gesamtschule (als Ganztagsschule) sowie eine Zweigstelle der Stadtbücherei Bad Salzuflen.
Nahe dem Schulzentrum Aspe verfügt Werl-Aspe auch über eine drei- bis vierzügige Grundschule. Sie trägt den Namen Grundschule Knetterheide.

### Baudenkmäler
Folgende Bauwerke in Werl-Aspe sind in der Denkmalliste der Stadt Bad Salzuflen eingetragen; Grundlage für die Aufnahme war das Denkmalschutzgesetz Nordrhein-Westfalen (DSchG NRW):
- Leibzuchtgebäude, Am Meierhof 1 (Denkmalnummer 61 / Aufnahme: 1988)
- Hofgebäude, Am Meierhof 1 (61a / 1993)
- Haus, Dorfstraße 5 (114 / 1989)

## Schutzgebiete
In Werl-Aspe sind die Landschaftsschutzgebiete „Werler Feld“ und „Knipkenbach“ ausgewiesen.